# سیارک ۲۱۶۳۵
سیارک ۲۱۶۳۵ (به انگلیسی: 21635 Micahtoll، نامگذاری:1999NU19) بیست و یک هزار و ششصد و سی و پنجمین سیارک کشف شده‌است که در ۱۴ ژوئیه ۱۹۹۹ کشف شد.
قدر مطلق سیارک برابر ۱۱.۲ است.